# Capella de Can Cortès
La Capella de Can Cortès és una església historicista d'Alella (Maresme) inclosa a l'Inventari del Patrimoni Arquitectònic de Catalunya.

## Descripció
Edifici religiós. Petita capella d'una sola nau, coberta per una teulada de dues vessants, amb una capelleta lateral a cada i un absis semicircular que allotja l'altar interiorment. La façana es prolonga en la seva part superior en una espadanya que conté dues campanes. Tant la portalada com les petites de l'edifici hi ha un petit nàrtex suportat per columnetes d'estil toscà. Tota la construcció està realitzada amb carreus de pedra.

## Història
L'any 1963 fou consagrada i beneïda aquesta petita capella per Don Cassià Just, Abat de Montserrat. Fou feta construir per Ricard Baciana.